# Jan Dawid Holland
Jan Dawid Holland (ur. 17 marca 1746 w Sankt Andreasbergu, zm. 26 grudnia 1827 we Lwowie) – niemiecki muzyk i kompozytor osiadły w Polsce.
Przed 1777 był dyrygentem kościoła św. Katarzyny w Hamburgu. W 1782 przeniósł się do Warszawy, a następnie do Nieświeża, gdzie został dyrygentem dworskiej opery Radziwiłłów. Po 1795 osiadł we Lwowie. W latach 1802–1826 wykładał teorię muzyki na Uniwersytecie Wileńskim.
Komponował symfonie, oratoria, balety i utwory kameralne. Napisał dwie opery: Cudzy majątek nikomu nie służy oraz Agatkę, czyli Przyjazd pana – pierwszą polską, operę klasycystyczną, opartą na motywach krakowiaka, oberka i poloneza. Libretto autorstwa Mikołaja Radziwiłła (przypisywane też A. Danesiemu) opierało się na romansie prostych ludzi, mieszkańców wsi. Obie te opery buffa wystawiane były m.in. w Warszawie, Lublinie i Lwowie.
Holland jest też autorem Traktatu akademickiego o prawdziwej sztuce muzyki (Wrocław, 1806).